# Niedenzuella poeppigiana
Niedenzuella poeppigiana är en tvåhjärtbladig växtart som först beskrevs av Adrien Henri Laurent de Jussieu, och fick sitt nu gällande namn av W.R.Anderson. Niedenzuella poeppigiana ingår i släktet Niedenzuella och familjen Malpighiaceae. Inga underarter finns listade i Catalogue of Life.